# Robert Stillington
Robert Stillington (1420 – maggio 1491) è stato un vescovo cattolico inglese, cortigiano durante il regno di Edoardo IV di York.
Ricoprì il ruolo di Lord del sigillo privato e per due volte il titolo di Lord Cancelliere per poi appoggiare l'ascesa al trono di Riccardo III di York.

## Biografia
Robert Stillington, arcidiacono di Taunton tra il 1450 e il 1465 e Arcidiacono del Berkshire, per un anno, dal 1464 al 1465. Nel 1460 fu nominato Lord del sigillo privato, titolo che mantenne per sette anni.
In considerazione dei meriti, fu scelto come Vescovo di Bath e Wells il 30 ottobre 1467 e ricevette la consacrazione il 16 marzo 1466.
Con il favore di Edoardo IV di York, ottenne, il 20 giugno del 1467, anche l'importante incarico di Lord Cancelliere rimanendo in carica fino al 29 settembre 1470, quando Enrico VI fu restaurato al trono.
Il secondo regno di Enrico VI si concluse poco meno di un anno dopo con la sua cattura nella Battaglia di Tewkesbury che sancì il trionfo della casa di York ed il ritorno sul trono di Edoardo IV.
Stillington fu, quindi, riconfermato nel suo ufficio di Lord Cancelliere fino e mantenne l'incarico fino al 18 giugno 1473, quando il re lo congedò.
Nel 1478, implicato probabilmente nei complotti di Giorgio Plantageneto, I duca di Clarence, fu incarcerato per poche settimane. Tuttavia, dopo la morte del re nell'aprile del 1483, entrò nel consiglio di reggenza che avrebbe dovuto governare in nome e per conto del minorenne Edoardo V d'Inghilterra.
A giugno, almeno così afferma il diplomatico francese Philippe de Commines, (che si riferiva a lui come "ce mauvais Evesque"), riferì al Lord Protettore, il Duca di Gloucester, Riccardo che il matrimonio di Edoardo IV e di Elisabetta Woodville era invalido avendo Edoardo sposato Lady Eleanor Talbot in una cerimonia officiata dallo stesso Stillington.
Ciò rendeva nullo il secondo matrimonio con Elisabetta Woodwille, faceva decadere i diritti dei suoi figli al trono, ivi quindi compreso Edoardo V e apriva le porte alla successione del medesimo Duca di Gloucester.
Durante il Regno di Riccardo III, Stillington, non ebbe alcun ruolo di rilievo ma, a seguito della battaglia di Bosworth nel 1485, il vincitore, Enrico VII Tudor fece imprigionare nuovamente Stillington e rimosse l'accusa di bigamia contro Edoardo IV per sposarne la figlia, Elisabetta di York.
Rilasciato dopo alcuni anni, nel 1487 Stillington venne coinvolto nel complotto per mettere sul trono l'impostore Lambert Simnel; scoperto, si rifugiò presso l'Università di Oxford.
Fu, tuttavia, consegnato al re e morì in carcere nel maggio del 1491. 